# Euchalcia hutsonii
Euchalcia hutsonii là một loài bướm đêm trong họ Noctuidae.